# 柴田都志子
柴田 都志子（しばた としこ、1943年 - ）は、日本の翻訳家。

## 人物・来歴
国際基督教大学教養学部卒業。出版社勤務を経て、フランスに留学。
現在はフランス語・英語の翻訳家。

## 著書
- 『動物研究者ダイアン・フォッシー』（理論社、こんな生き方がしたい） 2004

## 翻訳
- 『二度生まれて ある養女の心の旅』（ベティ・ジーン・リフトン、サイマル出版会） 1982
- 『血と言葉 被精神分析者の手記』（マリ・カルディナル、リブロポート） 1983
- 『働く母親と育児』（サンドラ・スカー、コンパニオン出版） 1987
- 『偽りの楽園 クストーアマゾンの旅』（ジャック＝イヴ・クストー, モーズ・リチャーズ、光文社） 1987
- 『闇の囁き』（ディーン・R・クーンツ、光文社文庫） 1990
- 『深く、アフリカへ』（パトリック・マーンハム、心交社、世界紀行冒険選書） 1991
- 『陰謀のK-7』（ジェラルド・ポズナー、講談社文庫） 1992
- 『サハラ砂漠縦断記』（ジェフリー・ハワード、図書出版社、海外旅行選書） 1993
- 『プルーストの食卓 『失なわれた時を求めて』の味わい』（アンヌ・ボレル構成・文、宝島社） 1993
- 『イヴォンヌの香り』（パトリック・モディアノ、集英社） 1994
- 『小さな恋』（エルズビエタ、宝島社） 1994
- 『ワインの村の秋』（イーディス・OE・サマヴィル, マーティン・ロス、図書出版社、海外旅行選書） 1994
- 『ネヴァーモア』（マリー・ルドネ、集英社） 1995
- 『殺人者の健康法』（アメリー・ノートン、文藝春秋） 1996
- 『ルノワール 生命の讃歌』（アンヌ・ディステル、田辺希久子共訳、創元社、「知の再発見」双書） 1996
- 『ペルシア帝国』（ピエール・ブリアン、創元社、「知の再発見」双書） 1996
- 『赤い館の秘密』（A・A・ミルン、集英社文庫、乱歩が選ぶ黄金時代ミステリーbest10） 1998
- 『午後四時の男』（アメリー・ノートン、文藝春秋） 1998
- 『20世紀の瞬間 報道写真家 時代の目撃者たち』（ジョン・G・モリス、光文社） 1999
- 『イエスを愛した女 聖書外典・マグダラのマリア』（ゴードン・トーマス、田辺希久子共訳、光文社） 1999
- 『壊れない子どもの心の育て方』（ボリス・シリュルニック、斎藤学監修、ベストセラーズ） 2002
- 『ポンパドゥール侯爵夫人』（ナンシー・ミットフォード、東京書籍） 2003